# Sõmeru (Märjamaa)
Sõmeru (Duits: Semmer) is een plaats in de Estlandse gemeente Märjamaa, provincie Raplamaa. De plaats heeft de status van dorp (Estisch: küla).

## Bevolking
Het dorp had 11 inwoners op 31 december 2011 en ook 11 inwoners op 31 december 2021.

## Ligging
De Põhimaantee 4, de hoofdweg van Tallinn naar Pärnu, loopt langs Sõmeru.

## Geschiedenis
Sõmeru werd voor het eerst genoemd in 1586 onder de naam Sommero, een dorp op het landgoed Heimar (Estisch: Haimre). In 1798 heette het Sömero of Sömmero. In de jaren 1977–1997 maakte het dorp deel uit van het buurdorp Naistevalla.